# Lara Baars
Lara Baars (Kleef, 23 december 1996) is een Nederlandse atlete. Ze won goud op de Paralympische Zomerspelen 2024 en brons op de Paralympische Zomerspelen 2016 op het onderdeel kogelstoten F40.

## Loopbaan
Lara is afkomstig uit Groesbeek en deed aanvankelijk aan handbal. Ze begon eind 2013 na een Paralympische Talentendag op Nationaal Sportcentrum Papendal met de werponderdelen van atletiek. Baars wierp de nationale outdoorrecords F40 kogelstoten (7,16 m in 2018), discuswerpen (21,06 m in 2018) en speerwerpen (18,81 m in 2016). 
Bij de IPC Athletics World Championships 2015 in Doha won ze een zilveren medaille. 
Op de Paralympische Zomerspelen 2016 won Baars een bronzen medaille op het onderdeel kogelstoten F40 met een stoot van 7,12, een verbetering van haar eigen nationale record met 32 centimeter.
Op 7 september 2024 won ze een gouden medaille op de Paralympische Zomerspelen 2024 in Parijs met een afstand van 9,10 m dat ook nog een paralympisch record is. Voor deze prestatie werd ze als eerste persoon benoemd tot ereburger van de gemeente Berg en Dal.
Vanwege de groeistoornis achondroplasie is Lara Baars 1 meter 24 lang.   
Baars is lid van Nijmegen Atletiek.  